# Conselho dos Deputados do Povo
O Conselho dos Deputados do Povo (em alemão:  Rat der Volksbeauftragten, às vezes traduzido como Conselho dos Representantes do Povo ou Conselho dos Comissários do Povo) foi o nome dado ao governo da Revolução de Novembro na Alemanha de novembro de 1918 a fevereiro de 1919. O Conselho assumiu de facto a função de chefe de estado (Kaiser) e chefe de governo (Chanceler) e emitiu decretos que substituíram a legislação do parlamento (Reichstag) e do Conselho Federal. Os secretários de estado (os chefes dos departamentos governamentais, à semelhança dos ministros de outros países) permaneceram em funções ou foram substituídos pelo Conselho.
Durante este período, as principais conquistas do Conselho foram a organização do armistício com os Aliados em 11 de novembro de 1918, o Reichsrätekongress (Convenção Geral) de 16 a 20 de dezembro de 1918, e a preparação para as eleições para a Assembleia Nacional (Nationalversammlung ) em 19 de janeiro de 1919. O Conselho também reformou o sistema de sufrágio e estendeu pela primeira vez o direito de voto às mulheres alemãs.

## Estabelecimento e operação
O Conselho foi formado em 10 de novembro de 1918, depois que a revolução de novembro destruiu a velha ordem. Foi estabelecido depois de vários milhares de conselhos revolucionários de trabalhadores e soldados se terem reunido em Zirkus Busch, em Berlim. A sua eleição ou nomeação tinha sido iniciada no dia anterior pelas acções dos Revolutionäre Obleute, líderes dos trabalhadores que tomaram o edifício do Reichstag. Isto aconteceu contra a vontade da liderança dos sociais-democratas, liderada por Friedrich Ebert, que foi nomeado Chanceler (chefe do governo) em 9 de Novembro. Incapazes de impedir a assembleia, os sociais-democratas de Ebert conseguiram cooptar o processo e garantir que muitos dos delegados viessem de entre os seus próprios apoiantes. Além disso, Ebert conseguiu convencer os social-democratas independentes mais radicais a juntarem-se a ele num governo socialista "unificado" contendo três dos seus membros. :114
Assim, uma coligação entre o Partido Social-Democrata da Alemanha (SPD – Sozialdemokratische Partei Deutschlands) e o Partido Social-Democrata Independente da Alemanha (USPD – Unabhängige Sozialdemokratische Partei Deutschlands) compôs o conselho. Até 29 de dezembro de 1918 havia três membros do SPD (Friedrich Ebert, Philipp Scheidemann, Otto Landsberg) e três do USPD (Hugo Haase, Wilhelm Dittmann, Emil Barth).  Ebert e Haase foram co-presidentes. Os membros do Conselho não tinham pastas oficiais,  mas Ebert era responsável pelos assuntos militares e internos. :8 Como não dispunham de uma função pública paralela, o Conselho teve de contar com a burocracia existente. Quando o último Chanceler Imperial, Príncipe Maximiliano de Baden, entregou o cargo de Reichskanzler a Ebert em 9 de novembro, os Secretários de Estado do gabinete de Baden inicialmente permaneceram em seus cargos. :87 Embora Ebert tenha rapidamente substituído alguns deles por membros do SPD e de outros partidos, alguns altos funcionários públicos - como Heinrich Scheuch, o Ministro da Guerra da Prússia ou Wilhelm Solf no Ministério dos Negócios Estrangeiros - duraram semanas ou meses no cargo, pelo menos nominalmente.
O Conselho estava formalmente encarregado do governo quando o armistício que encerrou a Primeira Guerra Mundial foi assinado em 11 de novembro de 1918. No entanto, Matthias Erzberger, o enviado alemão, foi de facto enviado para negociar com os aliados na Floresta de Compiègne em 6 de Novembro pelo Chanceler Max de Baden, antes da demissão deste último em 9 de Novembro. :73 O telegrama instruindo Erzberger a assinar em 10 de novembro foi enviado após uma reunião do antigo Reichsregierung, originalmente criado sob o príncipe Max e agora presidido pelo chanceler Ebert antes mesmo de o Conselho dos Deputados do Povo ter sido criado. :113
Em 12 de novembro de 1918, o Conselho emitiu uma proclamação An das deutsche Volk ("Ao povo da Alemanha"), que incluía as seguintes nove medidas legislativas:
- O Estado de Emergência é levantado
- Os direitos de reunião e associação não estão sujeitos a qualquer limite. Isto também se aplica aos funcionários públicos.
- Não há censura. A censura às peças teatrais é abolida.
- Liberdade de expressão na fala e na escrita
- Liberdade de religião
- Anistia para todos os presos políticos. Os julgamentos políticos são interrompidos.
- A Lei dos Serviços Auxiliares (Gesetz über den vaterländischen Hilfsdienst) é revogado (esta tinha sido a base legal para forçar todos os homens em idade elegível que não serviam nas forças armadas a trabalhar em indústrias estratégicas)
- Gesindeordnung (a lei dos servos prussianos) e as leis especiais para os trabalhadores agrícolas são revogadas.
- As regras para a protecção dos trabalhadores rescindidas no início da guerra são restauradas.

A proclamação passou a prometer novas reformas sociais. O mais tardar em 1º de janeiro de 1919, a jornada de trabalho de oito horas deveria ser introduzida. O governo também prometeu fazer tudo para proporcionar trabalho “suficiente”. Um esquema de assistência ao desemprego que distribuiria o fardo entre o Reich, o estado e o município estava em andamento. O teto de rendimentos do seguro saúde seria aumentado. A falta de habitação seria atenuada através da “oferta de habitação”. O governo trabalharia para garantir uma nutrição regular para a população. Esforçar-se-ia por manter a produção ordenada e proteger a propriedade contra infrações privadas, bem como a liberdade e segurança pessoais. As futuras eleições, incluindo a da assembleia constituinte, deveriam ser realizadas sob um direito de voto que seria igual, secreto, direto e universal, baseado na representação proporcional, e aberto a todos os homens e mulheres com 20 anos ou mais. 
Em 15 de novembro de 1918, o Conselho nomeou o liberal de esquerda Hugo Preuss como Secretário de Estado do Interior e pediu-lhe que escrevesse um projecto de uma nova constituição republicana. :13
O Conselho aprovou a Verordnung über die Wahlen zur verfassunggebenden deutschen Nationalversammlung (Reichswahlgesetz), a lei que rege as próximas eleições para uma assembleia nacional, em 30 de novembro de 1918. Isso codificou as mudanças no sufrágio anunciadas anteriormente. Pela primeira vez na Alemanha, o sufrágio foi estendido às mulheres. 
O Conselho também organizou o Reichsrätekongress que se reuniu no Preußisches Abgeordnetenhaus em Leipziger Platz, em Berlim, de 16 a 20 de dezembro de 1918. Por maioria de votos, esta assembleia decidiu antecipar as eleições para uma assembleia nacional para 19 de janeiro de 1919 e recusou uma proposta do USPD para assumir o poder legislativo e executivo supremo. No entanto, também aprovou uma resolução conhecida como Hamburger Punkte que enfatizava algumas exigências revolucionárias fundamentais que eram um anátema para os militares: o comando militar supremo deveria estar no Conselho dos Deputados do Povo, a autoridade disciplinar residia nos conselhos dos soldados, a eleição de oficiais, sem insígnias de patente e sem observância de patente militar fora de serviço. :136–137
Em 18 de Dezembro de 1918, o Conselho decidiu, em princípio, socializar as indústrias "adequadas". No entanto, não foram tomadas medidas concretas neste sentido, uma vez que os membros do SPD não estavam interessados em quaisquer iniciativas que pudessem perturbar ainda mais o tenso abastecimento de alimentos ou afectar negativamente a produtividade industrial. O Conselho estava ocupado com a desmobilização e reintegração de 8 milhões de soldados, retirando 3 milhões deles através do Reno e assegurando um abastecimento suficiente de carvão e alimentos para durar o Inverno. Além disso, houve ameaças à integridade do Reich por parte de movimentos separatistas na Renânia e da expansão territorial polaca. :11,13
Em 29 de dezembro de 1918, o USPD retirou-se do Conselho. O principal ponto de discórdia foi a ação militar que o governo acabara de realizar em 23/24 de dezembro contra os soldados revoltados da divisão da Marinha do Reich. :149–151 Isso aconteceu como resultado do pacto Ebert-Groener entre Friedrich Ebert e Wilhelm Groener do Alto Comando Militar (OHL). No entanto, já se falava antes dos combates no Natal sobre uma renúncia iminente dos representantes do USPD.  :151As vagas no Conselho foram preenchidas com mais dois membros do SPD, Gustav Noske e Rudolf Wissell. Embora não houvesse pastas, Noske estava encarregado dos militares e Wissell dos assuntos económicos. A partir desse momento, as comunicações externas do Conselho foram assinadas como "Reichsregierung" em vez de "Rat der Volksbeauftragten". :152
O governo organizou eleições para uma assembleia nacional em 19 de janeiro de 1919.

## Fim
Em 13 de fevereiro de 1919, o Conselho deixou de existir e cedeu formalmente o poder ao recém-criado governo do Ministro-Presidente Scheidemann. Scheidemann havia sido nomeado por Friedrich Ebert, que por sua vez havia sido eleito o primeiro presidente temporário da Alemanha (Reichspräsident) pela Assembleia Nacional.

## Membros do Conselho
| Membro | Membro              | Membro                          | Mandato                | Mandato                            | Partido | Cargo                                                                                     |
| #      | Retrato             | Nome                            | Posse                  | Fim                                | Partido | Cargo                                                                                     |
| ------ | ------------------- | ------------------------------- | ---------------------- | ---------------------------------- | ------- | ----------------------------------------------------------------------------------------- |
|        | Friedrich Ebert     | Friedrich Ebert (1871–1925)     | 10 de novembro de 1918 | 11 de fevereiro de 1919            | SPD     | Copresidente Chanceler do Reich até 13 de fevereiro de 1919                               |
|        | Hugo Haase          | Hugo Haase (1863–1919)          | 10 de novembro de 1918 | 29 de dezembro de 1918 (Resignado) | USPD    | Copresidente                                                                              |
|        | Philipp Scheidemann | Philipp Scheidemann (1865–1939) | 10 de novembro de 1918 | 11 de fevereiro de 1919            | SPD     | Copresidente desde 29 de dezembro de 1919 Ministerpräsident desde 13 de fevereiro de 1919 |
|        | Wilhelm Dittmann    | Wilhelm Dittmann (1874–1954)    | 10 de novembro de 1918 | 29 de dezembro de 1918 (Resignado) | USPD    |                                                                                           |
|        | Emil Barth          | Emil Barth (1879–1941)          | 10 de novembro de 1918 | 29 de dezembro de 1918 (Resignado) | USPD    |                                                                                           |
|        |                     | Otto Landsberg (1896–1957)      | 10 de novembro de 1918 | 11 de fevereiro de 1919            | SPD     |                                                                                           |
|        |                     | Gustav Noske (1868–1946)        | 29 de dezembro de 1918 | 11 de fevereiro de 1919            | SPD     |                                                                                           |
|        |                     | Rudolf Wissell (1869–1962)      | 29 de dezembro de 1918 | 11 de fevereiro de 1919            | SPD     |                                                                                           |